# Primera División (Uruguay) 1964
Die Saison 1964 der Primera División war die 61. Spielzeit (die 33. der professionellen Ära) der höchsten uruguayischen Spielklasse im Fußball der Männer, der Primera División.
Die Primera División bestand in der Meisterschaftssaison des Jahres 1964 aus zehn Vereinen, deren Mannschaften in den insgesamt 90 Meisterschaftsspielen jeweils zweimal aufeinandertrafen. Es fanden 18 Spieltage statt. Die Meisterschaft gewann Peñarol Montevideo als Tabellenerster vor den Rampla Juniors und Nacional Montevideo als Zweitem und Drittem der Saisonabschlusstabelle. Der Tabellendrittletzte Club Atlético Defensor stieg aus der Primera División in die Segunda División ab. Torschützenkönig wurde mit zwölf Treffern Héctor Salvá.

## Jahrestabelle
| Pl. | Verein                    | Sp. | S  | U | N  | Tore    | Diff. | Punkte |
| --- | ------------------------- | --- | -- | - | -- | ------- | ----- | ------ |
| 1.  | Peñarol Montevideo        | 18  | 16 | 2 | 0  | 042:110 | +31   | 34     |
| 2.  | Rampla Juniors            | 18  | 9  | 4 | 5  | 035:240 | +11   | 22     |
| 3.  | Nacional Montevideo (M)   | 18  | 9  | 3 | 6  | 029:200 | +9    | 21     |
| 4.  | Montevideo Wanderers      | 18  | 7  | 7 | 4  | 026:220 | +4    | 21     |
| 5.  | CA Cerro                  | 18  | 7  | 5 | 6  | 022:200 | +2    | 19     |
| 6.  | Sud América (N)           | 18  | 7  | 4 | 7  | 025:270 | −2    | 18     |
| 7.  | Danubio FC                | 18  | 4  | 5 | 9  | 025:390 | −14   | 13     |
| 8.  | Club Atlético Defensor    | 18  | 3  | 6 | 9  | 016:260 | −10   | 12     |
| 9.  | Racing Club de Montevideo | 18  | 3  | 4 | 11 | 016:300 | −14   | 10     |
| 10. | Centro Atlético Fénix     | 18  | 3  | 4 | 11 | 018:350 | −17   | 10     |

| (M) | Meister der vorangegangenen Saison  |
| (N) | Aufsteiger aus der Segunda División |